# Jazzatelier Ulrichsberg

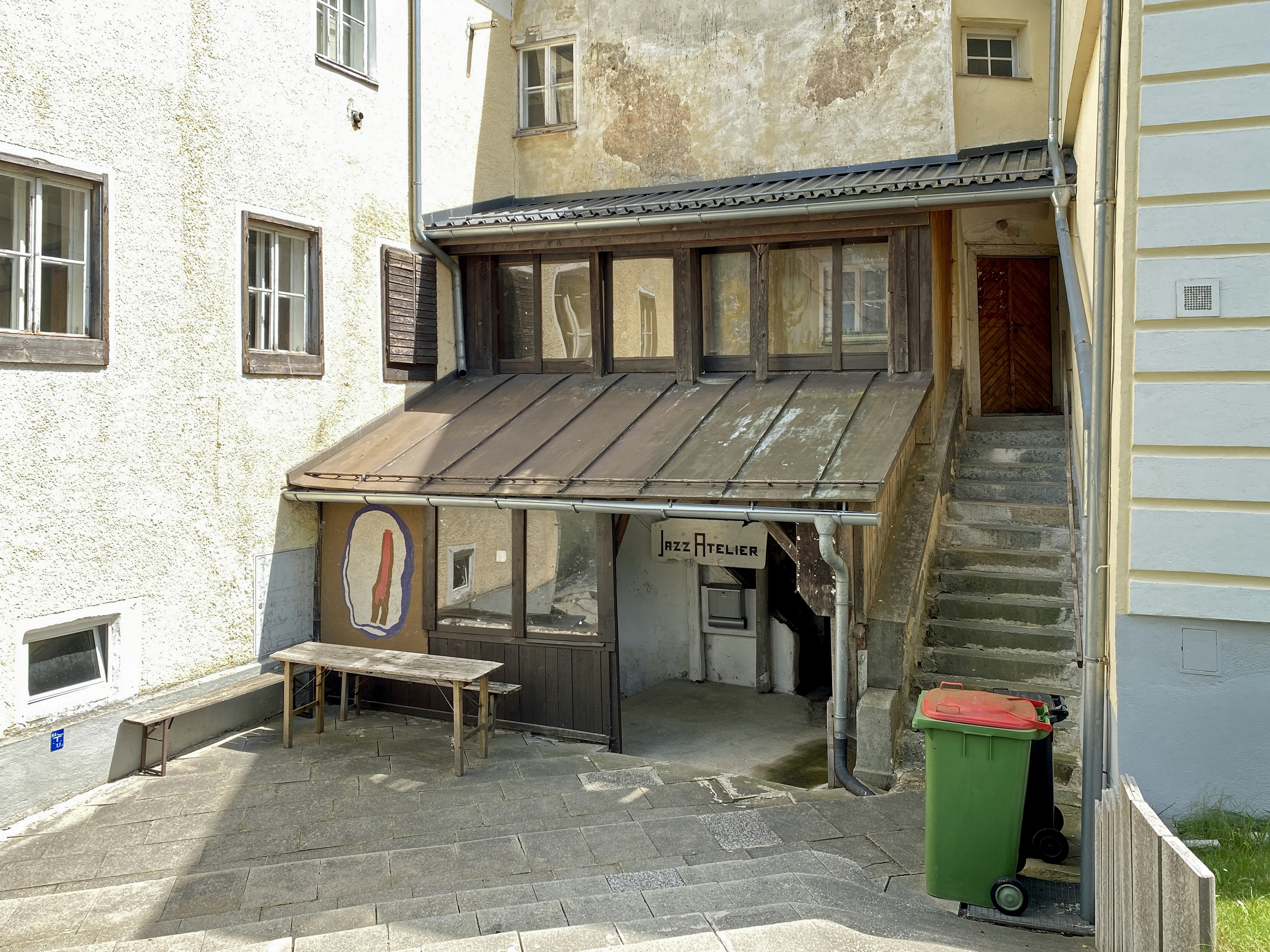
Jazzatelier Ulrichsberg

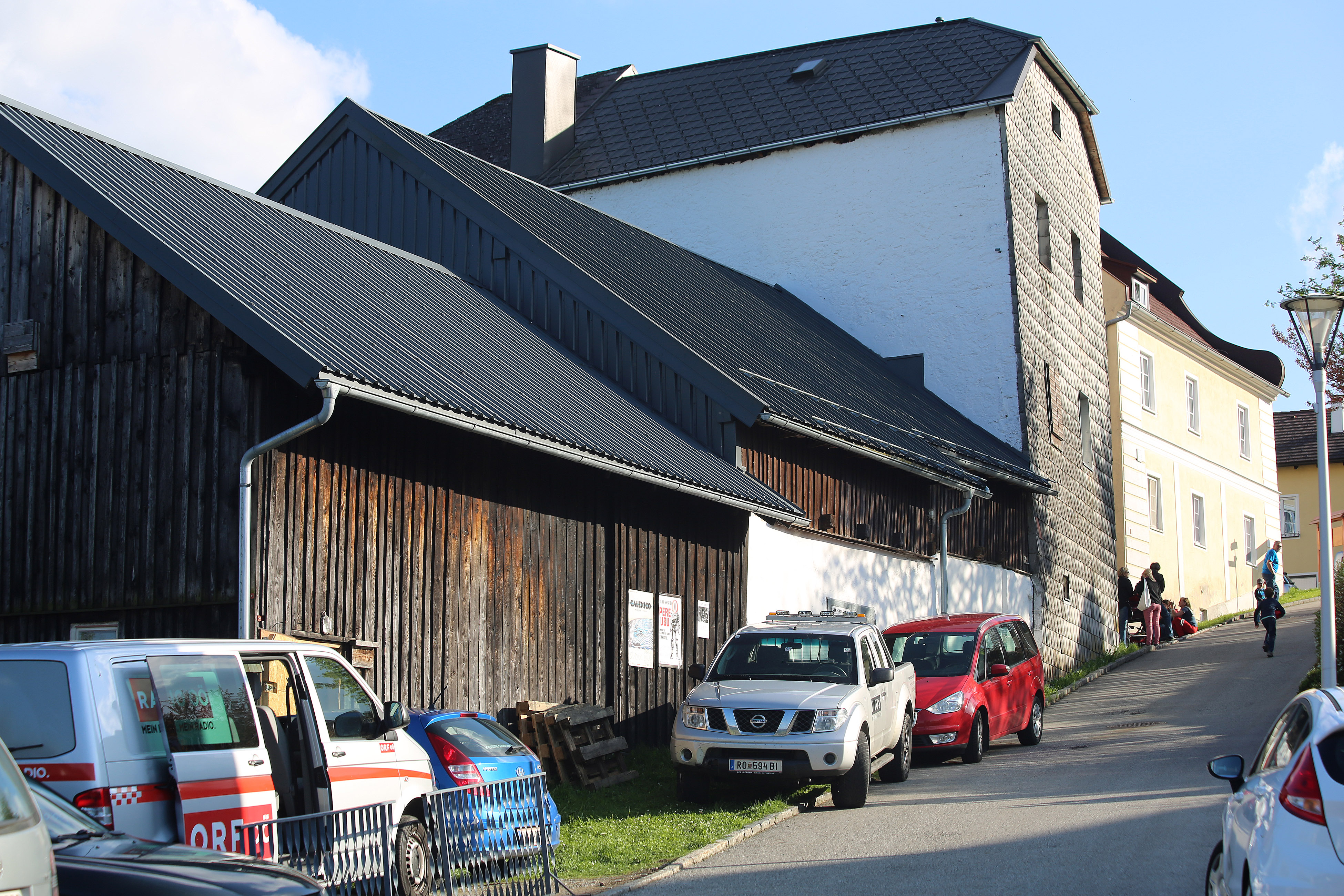
Jazzatelier Ulrichsberg

Das Jazzatelier Ulrichsberg in Ulrichsberg (Oberösterreich) ist eine Veranstaltungsstätte für Jazz und Neue Improvisationsmusik, die vom gleichnamigen Trägerverein betrieben wird. International bekannt ist es durch das internationale Musikfestival Ulrichsberger Kaleidophon.

## Geschichte von Kulturverein und Veranstaltungsstätte
Der Kulturverein Jazzatelier Ulrichsberg wurde als „Verein zur Förderung und Verbreitung zeitgenössischer Kunst“ 1973 gegründet. Der Verein veranstaltete zunächst Konzerte im Bereich traditioneller Jazz- und Bluesmusik, bevor man die Aktivitäten auf Spielarten improvisierter und zeitgenössischer Musik ausdehnte. 1986 erwarb der Verein ein Gebäude (Badergasse 2), in dem jährlich nicht nur etwa zehn Konzerte, sondern auch das 1986 begründete Festival Ulrichsberger Kaleidophon veranstaltet wird. Des Weiteren findet dort seit 1991 meist alle drei Jahre das themen- oder personenspezifische Festival Phonomanie, zuletzt dem Schlagzeuger Paul Lovens gewidmet, ferner werden Filme und Kunst gezeigt.

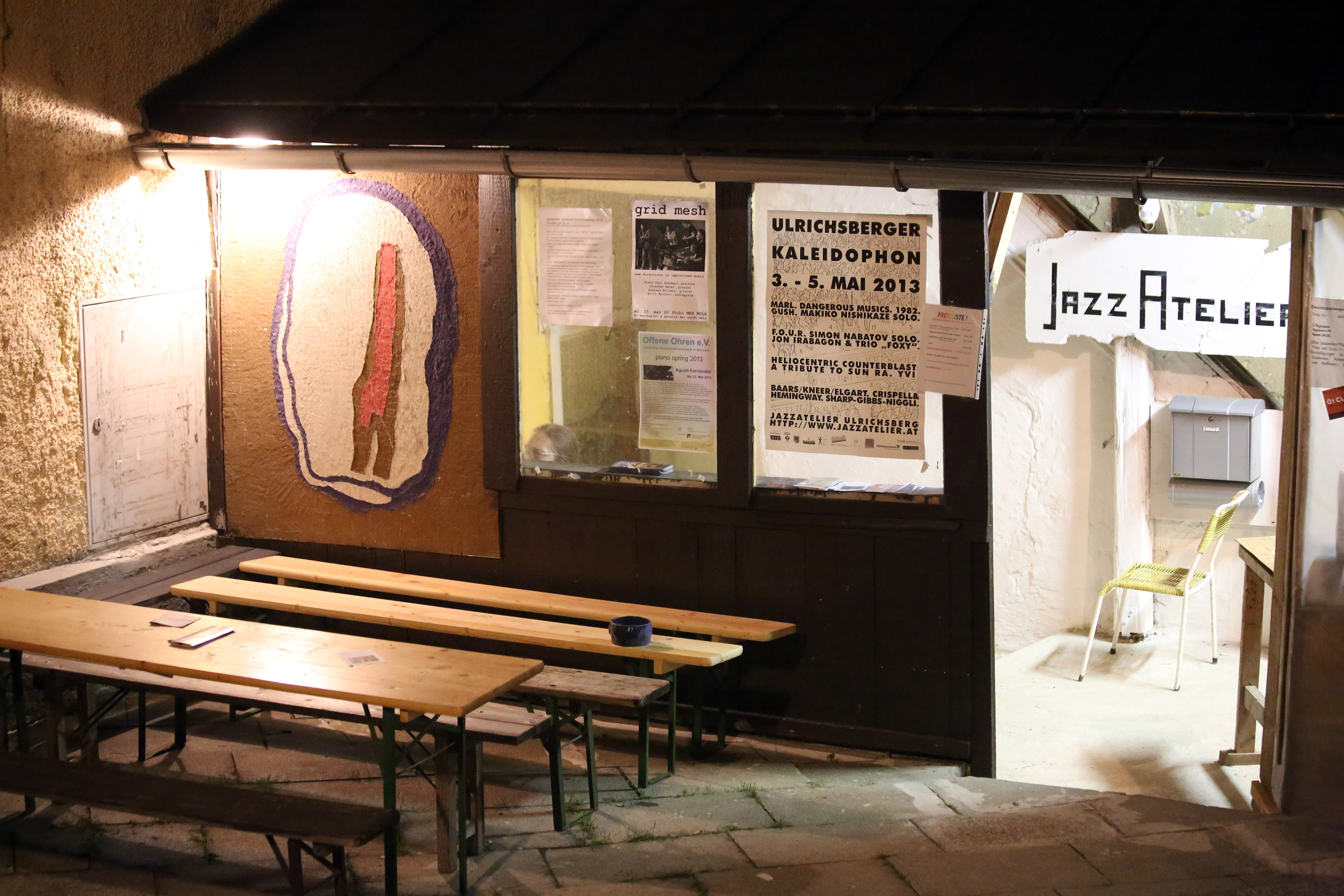
Kaleidophon 2013

U. a. traten in Ulrichsberg seit 1973 Art Farmer, Friedrich Gulda, Peter Brötzmann, Henry Threadgill, David Murray, Tim Berne, Anthony Braxton, Walter Malli, Cecil Taylor, Radu Malfatti, John Zorn, AMM, Sun Ra, Herbert Henck, Evan Parker, Gavin Bryars, Franz Koglmann, Roscoe Mitchell, George Lewis, Barre Phillips, Misha Mengelberg, Mark Dresser, The Dorf, Klangforum Wien, Ensemble recherche, Christian Fennesz, Werner Dafeldecker, Ken Vandermark, Joëlle Léandre, Clusone 3 und Alvin Lucier auf. 2009 organisierte das Jazzatelier die Landscape Opera von Peter Ablinger.
Neben dem Musikprogramm bietet der Kulturverein auch jährlich etwa zehn Filmvorführungen und zwei bis drei Ausstellungen im Bereich Bildende Kunst an.

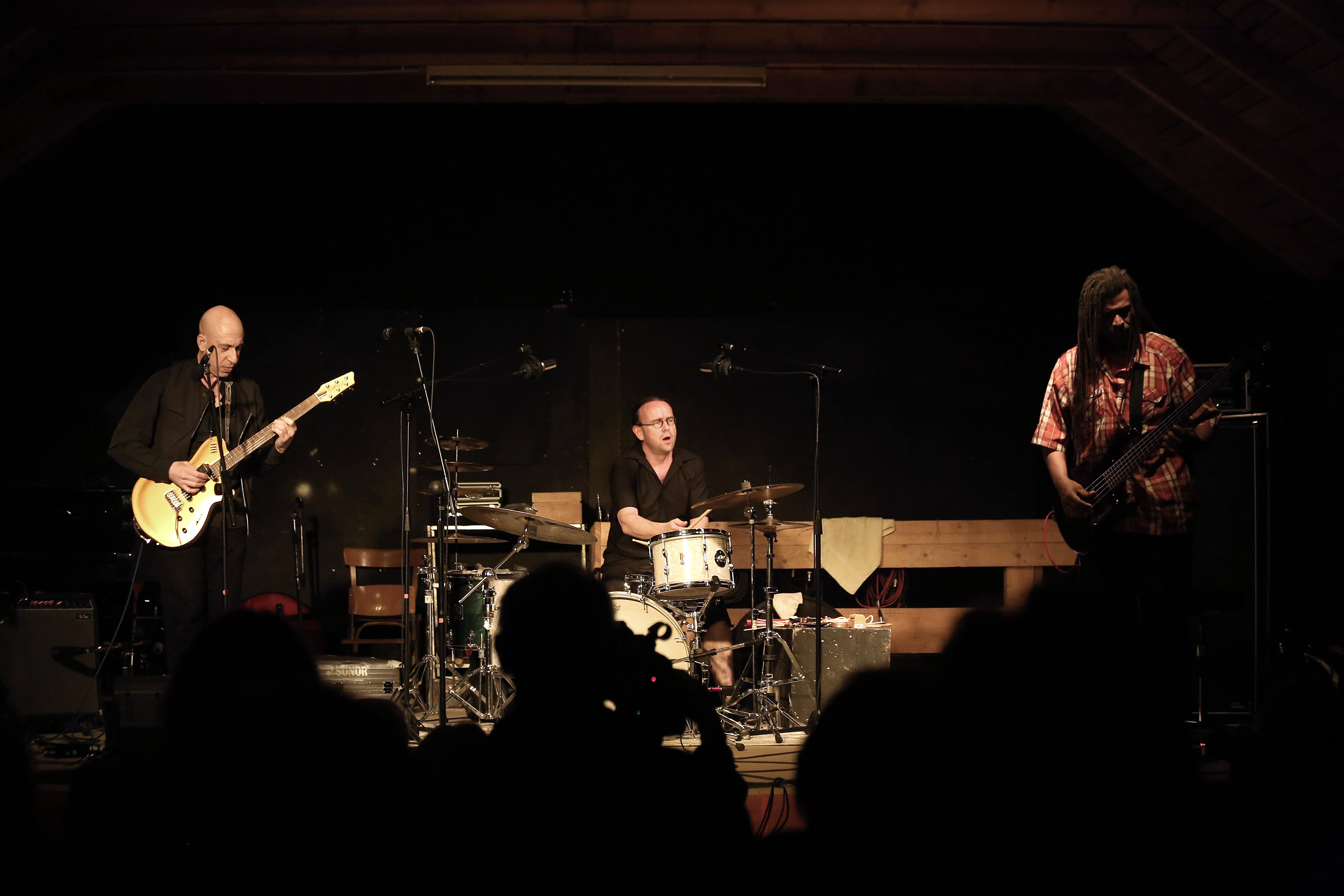
Sharp-Gibbs-Niggli, Kaleidophon 2013

## Diskographische Hinweise
- Sun Ra Arkestra, Second Star to the Right (Salute to Walt Disney), 1989, Leo Records
- Sun Ra Arkestra, Stardust from Tomorrow, 1989, Leo
- Evan Parker, Synergetics – Phonomanie III, 1993, Leo
- Walter Malli, Geh langsam durch die alten Gassn, 1994, PAO
- WUF, Chamot, 1997, Extraplatte
- Radu Malfatti/Phil Durrant/Thomas Lehn, Dach, 1999, Erstwhile
- Lull, Live at Ulrichsberger Kaleidophon 2001, 2001
- Irene Schweizer/Pierre Favre, Ulrichsberg, 2003, Intakt Records
- Anthony Braxton, 4 Compositions (Ulrichsberg), 2005, Leo Records
- ZFP-Quartet, Ulrichsberg München Musik, 2007, Bruces Fingers Records, mit Carlos Zingaro, Marcio Mattos, Simon H. Fell, Mark Sanders
- Memorize the Sky: In Former Times, 207, Clean Feed, mit Matt Bauder, Zach Wallace, Aaron Siegel
- USE – Schweiger/Klement/Stangassinger, 2007, KalK Records
- Memorize the Sky, In Former Times, 2008, Clean Feed Records
- Atelier-Abstrait, Improtage 2010, 2010, ambientartlab.at
- Joelle Leandre, Can you hear me, Tentet/Trio, 2011, Leo Records
- Peter Ablinger, Regenstücke Vol. 2, 2013, God Records
- John Butcher, Leonel Kaplan, Christof Kurzmann: Shortening Distance, 2013, L'innomable